# Michal Ďuriš
Michal Ďuriš (Uherské Hradiště, 1988. június 1. –) szlovák válogatott labdarúgó, az Ethnikósz Áhnasz játékosa.

## Statisztika
(2016. június 19. szerint.)
| Válogatott | Szezon   | Mérkőzés | Gól |
| ---------- | -------- | -------- | --- |
| Szlovákia  | 2012     | 4        | 0   |
| Szlovákia  | 2013     | 6        | 0   |
| Szlovákia  | 2014     | 4        | 0   |
| Szlovákia  | 2015     | 6        | 3   |
| Szlovákia  | 2016     | 5        | 1   |
| Összesen   | Összesen | 25       | 4   |

## Sikerei, díjai
- Viktoria Plzeň
  - Cseh bajnok: 2010–11, 2012–13, 2015–16
  - Cseh kupa: 2010–11, 2014–15

- Omónia Nicosia
  - Ciprusi bajnok: 2020–21

## Külső hivatkozások
- Michal Ďuriš adatlapja a Soccerway oldalon (angolul)
- Transfermarkt profil